# Augy (Yonne)
Augy – miejscowość i gmina we Francji, w regionie Burgundia-Franche-Comté, w departamencie Yonne.
Według danych na rok 1990 gminę zamieszkiwały 952 osoby, a gęstość zaludnienia wynosiła 189 osób/km² (wśród 2044 gmin Burgundii Augy plasuje się na 244. miejscu pod względem liczby ludności, natomiast pod względem powierzchni na miejscu 1235.).